# 败酱科
败酱科（学名：Valerianaceae）是川续断目下的一个科的植物，2003年经过修订的APG II 分类法将本科植物和忍冬科合并。

## 分类
主要植物品種有：
- 排草属
  - 红心穿排草 C. ruber
- 非洲缬草属
  - 非洲缬草、刺缬草 F. cornucopiae
- 甘松属
  - 匙叶甘松 N. jatamansi
- 败酱属
  - 白花败酱 Patrinia villosa Juss.
  - 黄花败酱 Patrinia sca-biosaefolia Fisch.
- Plectritis
- 缬草属
  - 缬草 V. officinalis
- 新缬草属
  - 莴苣缬草 V. locusta